# Христуполска епархия (Вселенска патриаршия)
 Тази статия е за титулярната епископия на Вселенската патриаршия.  За титулярната епископия на Църквата на Гърция вижте Христуполска епархия (Църква на Гърция).  За титулярната епископия на Католическата църква вижте Христополска епархия.
Христуполската или Христополската епархия (на гръцки: Ιερά Επισκοπή Χριστουπόλεως, Χριστοπόλεως) е титулярна епархия на Вселенската патриаршия.
Епархията е учредена в 451 година в състава на Ефеската митрополия и съществува до XII век. Седалището ѝ е в Христуполис, край днешния град Бирги, Турция. От XX век титлата се използва за викарни архиереи на Константинополската патриаршия.
Титулярни епископи
| Име                   | Име       | Управление                            | Забележка                    | Години            |
| --------------------- | --------- | ------------------------------------- | ---------------------------- | ----------------- |
| Тарасий Василиу       | Ταράσιος  | 30 януари 1867 – 19 февруари 1877     | в илиуполски и тирски е.     | 1835 – 1915       |
| Кирил                 | Κύριλλος  | 27 октомври 1877 – 23 март 1899 †     |                              | около 1802 – 1899 |
| Йоаким Георгиадис     | Ιωακείμ   | 1 декември 1902 – 27 януари 1907      | в еноски м.                  | 1876 – 1927       |
| Яков Николау-Гингилас | Ιάκωβος   | 16 март 1908 - февруари 1911          | в драчки м.                  | 1878 – 1958       |
| Амвросий Николаидис   | Αμβρόσιος | 5 юни 1911 - 16 юли 1914              | в навпактски и евритански м. | 1880 – 1958       |
| Василий Комвопулос    | Βασίλειος | 19 август 1914 – 2 декември 1916      | в митимнийски м.             | 1877 – 1941       |
| Мелетий Лукакис       | Μελέτιος  | 13 април 1926 – 21 юли 1946           |                              | 1862 – 1946       |
| Амвросий Николау      | Αμβρόσιος | 4 март 1956 – 22 септември 1958       | в елевтеруполски м.          | 1817 – 1984       |
| Яков Вирвос           | Ιάκωβος   | 10 декември 1963 — 17 декември 1976 † | митрополит, от апамейски м.  | 1901 – 1976       |
| Антим Драконакис      | Άνθιμος   | 17 април 1977 - 15 март 1979          | в бостънски е.               | 1934 – 2015       |
| Михаил Стайкос        | Μιχαήλ    | 12 януари 1986 - 5 ноември 1991       | в австрийски м.              | 1946 – 2011       |
| Макарий Гриниезакис   | Μακάριος  | 16 май 2015 — 9 май 2019              | в австралийски м.            | 1974 -            |
| Емануил Сфяткос       | Εμμανουήλ | 11 юли 2020                           |                              | 1977 -            |